# Rödt (Gemeinde Pramet)
Rödt ist eine Ortslage im Innviertel von Oberösterreich wie auch Ortschaft und Katastralgemeinde der Gemeinde Pramet im Bezirk Ried im Innkreis.

## Geographie
Der Ort befindet sich knapp 9 Kilometer südlich von Ried im Innkreis, am Nordrand des Hausruck-und-Kobernaußerwald-Zuges zum Innviertler Hügelland (südliches Innviertel).
Die zerstreuten Häuser liegen westlich an dem Riedel, der sich vom Guggenberg nordwärts zum 1½ Kilometer entfernten Pramet zieht, und hinunter in die Talung des Kronawittbachs (östlich ist der Oberlauf der Oberach, in die der Kronwittbach mündet; diese fließt bei Ried in die Antiesen). Am Riedel passiert die L509 Frankenburger Straße Ried – Vöcklamarkt.
Die Ortschaft umfasst etwa 15 Adressen mit knapp 50 Einwohnern, das sind eine Gruppe dreier Gehöfte am Riedel und eines am Fuß nordöstlich, sowie dort die auf der anderen Seite des Kronawittbachs liegenden Häuser, und nördlich davon, schon bei Knirzing, zwei weitere Höfe.
| Ebersau (Gem. Schildorn)               | Au (Gem. Schildorn) ∗ Knirzing              |                            |
| Kronawitten (Gem. Pramet u. Schildorn) | Kompassrose, die auf Nachbargemeinden zeigt | Kleinpiesenham Schwandt ∗∗ |
| Schmieding                             | Gumpling                                    | Hartlhof                   |

## Geschichte
Der Ortsname (‚Rodung‘) ist ein typischer hochmittelalterlicher Rodungsname, der zur zweiten Siedlungsphase am Nordrand des Kobernaußerwalds gehört, in der der Wald vom Gaugshamer- und Schachawald (bei Treubach) bis Pramet endgültig gerodet wurde.
Im 19. Jahrhundert galten die drei Gehöfte am Riedel als Ortslage Rödt (heutige Hnr. 1–3), der Hof am Fuß (Hnr. 4) hieß Hamingerbauer, auf der anderen Seite des Kronawittbachs lag die Schachermühle (zu Schachen ‚Gehölz‘), und der Hof bei Knirzing (Rödt Nr. 8) heißt Speckbauer zu Weiteneben.
Bis 1884 gehörten die Ortslagen zur Steuer-/Katastralgemeinde St. Kollmann, dann kam der Ort an die neu geschaffene politische Gemeinde Pramet. Dadurch wechselt die Gemeindegrenze am Kronawittbach mehrmals die Seite.
| Krld. Österr. o.d.Enns (EHzgt. Österr.) | Kgr. Bay. | Krld. Österr. o.d.Enns (Österr.- Ugrn.) | Krld. Österr. o.d.Enns (Österr.- Ugrn.) | Bld. Oberösterreich (Rep. Österr.) | Bld. Oberösterreich (Rep. Österr.) | Bld. Oberösterreich (Rep. Österr.) | Bld. Oberösterreich (Rep. Österr.) | Bld. Oberösterreich (Rep. Österr.) | Bld. Oberösterreich (Rep. Österr.) | Bld. Oberösterreich (Rep. Österr.) |
| 1788                                    | 1811      | 1869                                    | 1951                                    | 1961                               | 1971                               | 1981                               | 1991                               | 2001                               | 2011                               |                                    |
| −                                       | 67        | 39                                      | 44                                      | 38                                 | 39                                 | 42                                 | 50                                 | 44                                 | 45                                 |                                    |
| 8                                       | −         | 9                                       | 8                                       | 8                                  | 9                                  | 11                                 | 13                                 | 13                                 | (14)                               |                                    |

1811: Die Einwohnerzahl erscheint fraglich, vielleicht wurde eine andere Ortslage mitgezählt.

2011: Adressen 2014